# Adina Nanu
Adina Nanu (n. 4 august 1927, București, Regatul României - d. 23 martie 2021, București, România) a fost o critic și istoric de artă român, cadru universitar,  autoarea primei cărți de istorie a costumului din România.

## Biografie
S-a născut în data de 4 august 1927, la București, în familia lui Gheorghe Nanu, absolvent de Drept, fost consilier-auditor la Curtea de Conturi, iar mama a fost licențiată în litere. A fost căsătorită cu dr. Rareș Popp, cu care are o fiică, Unda Popp, în prezent profesor universitar și director al Departamentului Modă-Design Vestimentar, Facultatea de Arte Decorative și Design din cadrul Universității Naționale de Arte din București.
A urmat Școala Superioară de Arte București, 1945-1950, și în paralel cursurile Facultății de litere de la Universitatea din București. Între anii 1947 și 1950 face studii de documentare în domeniul anatomiei umane la Facultatea de Medicină din București. Susține  la Universitatea din București în 1977 doctoratul în istoria artei cu teza Aspecte caracteristice ale costumului orășenesc bucureștean în perioada revoluției de la 1848. 
Colaborează la ARTA, SCIA, Revista Monumentelor Istorice, la publicații săptămânale, ...

## Activitatea didactică
După terminarea studiilor, Adina Nanu a început să predea Istoria Artelor în cadrul Academiei de Artă din București. În 1951 a devenit asistent, iar în 1986, când trebuia să devină profesor, Ministerul Educației i-a anulat promovarea, retrăgându-se un an mai târziu din învăământ..A predat cursuri de istoria artei, istoria picturii, a sculpturii, a artei decorative precum și primele cursuri de istorie a costumului. Din 1994 timp de două decenii a predat la UNARTE București  cursuri de istoria artei universale și primele cursuri de istoria costumului. A făcut parte din comisia de evaluare pentru examenul de doctorat în istoria artei.
A fost membru al Uniunii Artiștilor Plastici din România  (membru stagiar din 1950, membru permanent din 1963).

## Cărți publicate
Este autoarea a peste 30 de volume de istoria artei printre care cele mai importante sunt:
- Pictorul Gh. Tatarescu, ESPLA, București, 1955
- Abrecht Durer, ESPLA, București, 1957
- Theodor Pallady, Editura Meridiane, 1963
- Istoria Institutului de Arte Plastice (colab. ), Editura Meridiane, 1964
- Pe scurt despre sculptură, Editura Meridiane, 1966
- Pictorul Octav Angheluță, Editura Meridiane, 1967
- Pictorul Sabin Popp, Editura Meridiane, 1968
- Antonello da Messina,  Editura Meridiane, 1969
- Sculptorul Antoine Bourdelle, Editura Meridiane, 1971
- Lucas Cranach cel Bătrân, Editura Meridiane, 1972
- Sculptorul Donatello,  Editura Meridiane, 1980
- Sculptorul I. Gr. Popovici,  Editura Meridiane, 1984
- Ion Lucian Murnu (în colab. cu Doina Mândru),  Editura Meridiane, 1988
- Sculptorul Alexandru Călinescu (în colab. cu Florica Cruceru),  Editura Meridiane, 1988

- Călătorie în jurul casei mele, Editura UNARTE, București, 2014, ISBN 9786067200058
- Vezi? Comunicarea prin imagine, Editura Didactică și Pedagogică, București, 2011, ISBN 978-973-30-2918-2
- Artă, stil, costum,  Editura Meridiane, 1976, reeditare Editura Noi Media Print, București, 2008, ISBN 9789737959751
- Bărbatul și moda, Editura Polirom, 2009, carte scrisă împreună cu criticul de modă român Ovidiu Buta, ISBN 978-973-46-1447-9

## Expoziții organizate (selectiv)
- Un secol de costum, Muzeul colecțiilor, București, 1997-1998
- Un secol de costum pe litoralul Mării Negre, Muzeul de artă Constanța, 1998
- Costumele din podul bunicii, locuința personală, București, 1999-2004
- Eleganță bucureșteană, Muzeul Național de istorie București, 2009
- Dantelele reginelor, Muzeul Peleș, Sinaia, 2010-2011
- 500 pălării, Universitatea ARTIFEX, București, 2011-2012

## Distincții
- Ordinul Muncii cl. II pentru organizarea expozitiei Centenarului Institutului de Arte Plastice, 1964[6]
- Ordinul Muncii clasa a III-a (28 iunie 1965) „pentru activitate îndelungată și merite deosebite în dezvoltarea învățămîntului superior artistic”[7]
- Ordinul național „Serviciul Credincios” în grad de Comandor (1 decembrie 2000) „pentru realizări artistice remarcabile și pentru promovarea culturii, de Ziua Națională a României”[8]
- Diploma de Onoare a Universitatii de Arta Teatrala si Cinematografica, 2002,
- Profesor Honoris Causa, Universitatea Nationala de Arte,  București, 2008
- Doctor Honoris Causa, Universitatea Nationala de Arta Teatrală și Cinematografică,  București, 2014.